# CSU Metal Galați
Maillots
Le Metal Galați est un club roumain de volley-ball féminin, basé à Galați et évoluant pour la saison 2008-2009 en Divizia A1 (plus haut niveau national).

## Palmarès
- Championnat de Roumanie (4)
  - Vainqueur : 2007, 2008, 2009, 2010
- Coupe de Roumanie (3)
  - Vainqueur : 2007, 2008, 2009
  - Finaliste : 2005.

## Joueuses majeures
- Daiana Mureșan  Roumanie
- Nneka Onyejekwe  Roumanie
- Aleksandra Avramović  Serbie
- Mariya Filipova  Bulgarie
- Sonja Borovinšek  Slovénie
- Frauke Dirickx  Belgique
- Maja Ognjenović  Serbie
- Ivana Đerisilo  Serbie
- Brižitka Molnar  Serbie

## Effectifs

### Saison 2008-2009
Entraîneur : Zoran Terzic  Serbie ; manager général : Nenad Djurovic  Serbie